# Anomoeotes leucolena
Anomoeotes leucolena és una espècie de lepidòpter zigenoïdeu de la família dels himantoptèrids (Himantopteridae), subfamília Anomoeotinae.
És una espècie endèmica del Camerun, Angola, Sierra Leona, Gabon i Guinea Equatorial.